# Wilhelm Paul Krüger
Wilhelm Paul Krüger (* 29. August 1883; † 12. Juli 1959 in Hörnum, Sylt; auch als Wilhelm Krüger, Wilhelm P. Krüger oder W.P. Krüger benannt) war ein deutscher Schauspieler, Hörspiel- und Synchronsprecher.

## Leben
Wilhelm Paul Krüger war an verschiedenen Bühnen in Berlin tätig. So trat er unter anderem am Preußischen Staatstheater und dem Schillertheater auf.
Ab dem Jahr 1930 wirkte er auch in verschiedenen Filmproduktionen überwiegend in Nebenrollen mit. Darunter befanden sich der nationalsozialistische Propagandafilm Carl Peters, der heute in Deutschland als Vorbehaltsfilm verboten ist und nur unter bestimmten Voraussetzungen aufgeführt werden kann. Krüger spielte aber auch in unpolitischen Unterhaltungs- und Historienfilmen mit, wie etwa Die vier Gesellen in der Regie von Carl Froelich mit der jungen Ingrid Bergman, Ursula Herking und Hans Söhnker, Der Gasmann mit Heinz Rühmann, Anny Ondra und Will Dohm und Die Entlassung mit Emil Jannings, Theodor Loos und Werner Krauß. Eine Besonderheit stellt der Film Gesprengte Gitter von Harry Piel (auch als Darsteller zu sehen) mit Dorothea Wieck, Hans Zesch-Ballot und Herbert A. E. Böhme dar. Der Film wurde zwar bereits im Jahr 1943 fertiggestellt, jedoch erst 1953 in Frankfurt am Main uraufgeführt.
Krüger arbeitete auch als Hörspielsprecher. So wirkte er in einigen Folgen der Hörspielreihe Die Jagd nach dem Täter des Norddeutschen Rundfunks (NDR) mit.
Als Synchronsprecher konnte man ihn zudem 1957 in der italienischen Filmkomödie Rendezvous in Rom als deutsche Stimme von Mario Carotenuto hören.

## Filmografie (Auswahl)
- 1930: Flachsmann als Erzieher
- 1932: Goethe lebt…!
- 1934: Adam, Eva und der Apfel
- 1934: Krach um Jolanthe
- 1935: Nach dem Klingeln – Bitte drücken
- 1935: Abenteuer in der Karnevalsnacht
- 1935: Warum lügt Fräulein Käthe?
- 1935: Ein falscher Fuffziger
- 1935: Alle Tage ist kein Sonntag
- 1935: Lärm um Weidemann
- 1936: Wird Schulte verhaftet? (Kurzfilm)
- 1936: Das Veilchen vom Potsdamer Platz
- 1936: Wenn der Hahn kräht
- 1936: Weiße Sklaven
- 1937: Die göttliche Jette
- 1937: Das schöne Fräulein Schragg
- 1937: Versprich mir nichts!
- 1937: Heimweh
- 1937: Autobus S
- 1937: Meine Freundin Barbara
- 1938: Die Umwege des schönen Karl
- 1938: Die 4 Gesellen
- 1938: Kampf um Anastasia
- 1938: Du und ich (Chargen-Rolle)
- 1938: Das Leben kann so schön sein
- 1939: Ziel in den Wolken
- 1939: Die fremde Frau
- 1939/41: Kadetten
- 1940: Ein Robinson
- 1940: Seitensprünge
- 1940: Die gute Sieben
- 1940: Für die Katz
- 1940: Herz geht vor Anker
- 1940: Bismarck
- 1940/53: Gesprengte Gitter
- 1941: Blutsbrüderschaft
- 1941: Das Mädchen von Fanö
- 1941: Carl Peters
- 1941: Der Weg ins Freie
- 1941: Der Gasmann
- 1941: Immer nur Du
- 1941: Leichte Muse
- 1941: Das andere Ich
- 1942: Geheimakte W.B. 1
- 1942: Die Nacht in Venedig
- 1942: Die Entlassung

## Hörspiele (Auswahl)
- 1949: Der Weg ins Nichts – Regie: Alfred Braun
- 1957: Zwei grüne Limousinen (Folge aus der Reihe „Die Jagd nach dem Täter“) – Regie: S. O. Wagner
- 1957: Gift für vier (Folge aus der Reihe „Die Jagd nach dem Täter“) – Regie: S. O. Wagner
- 1957: Anruf nach Mitternacht (Folge aus der Reihe „Die Jagd nach dem Täter“) – Regie: S. O. Wagner
- 1958: Das Geheimnis der Teikoku–Bank (Folge aus der Reihe „Die Jagd nach dem Täter“) – Autor: Wolfgang Menge; Regie: S. O. Wagner
- 1958: Der perfekte Überfall (Folge aus der Reihe „Die Jagd nach dem Täter“) – Regie: S. O. Wagner
- 1960: Die Bittgänger – Regie: Gustav Burmester
- 1960: Der Sturz in den Abgrund (Folge aus der Reihe „Die Jagd nach dem Täter“) – Regie: Gustav Burmester
- 1961: Das Preisausschreiben (Folge aus der Reihe „Die Jagd nach dem Täter“) – Regie: S. O. Wagner